# Maleise furie 13 mei 1969
De Maleise furie op 13 mei 1969 waren rassenrellen die plaatsvonden in Kuala Lumpur in Maleisië. Hierbij vermoordden etnische Maleiers Chinezen en Indiërs. Deze rellen betekenden het einde van de politieke carrière van premier Tunku Abdul Rahman, en leidden tot een systematische politiek van bevoordeling van de Maleiers.

## Verkiezingen
De regerende Alliantie van premier Tunku Abdul Rahman leed een gevoelige nederlaag in de verkiezingen in Maleisië voor het Federale Parlement en de deelstaatparlementen op 10 mei 1969. De extremistische Pan-Malayan Islamic Party (PMIP) was een winnaar. Met name de Chinese partij van Tan Siew Sin, die onderdeel uitmaakte van de Alliantie, verloor ten koste van drie progressieve (grotendeels Chinese) partijen. Hierop kondigde Tan Siew Sin aan dat zijn partij geen deel zou uitmaken van een nieuwe regering. Dit zou betekenen dat Tunku Abdul Rahman zijn regering zou moeten herschikken en nieuwe partijen opnemen. Dit werd door de etnische Maleiers beschouwd als een aanslag op hun bevoorrechte positie.

## Geweld
Deze spanning leidde in Kuala Lumpur tot een Maleise furie, waarbij op enkele dagen tijd enkele honderden etnische Chinezen en Indiërs werden vermoord. Ook brandde een deel van de stad af. Officieel vielen er 196 doden maar dit aantal lag waarschijnlijk veel hoger. Het leger, gedomineerd door Maleiers, hield zich grotendeels afzijdig. Ook in de stad Malakka waren er kleinere incidenten. Op 15 mei 1969 werd de noodtoestand afgekondigd en werd het parlement ontbonden. Als reactie gingen Chinezen en Indiërs over tot een boycot van handelszaken en producten van Maleiers.

## Nasleep
Op 17 mei werd een Nationale Operationele Raad met uitgebreide bevoegdheden gevormd. Deze raad werd geleid door vice-premier Abdul Razak Hussein. Enkele honderden leden van de oppositie werden gearresteerd. Er werd een nieuwe regering gevormd door Tunku Abdul Rahman, ook met de Chinese partij, maar zijn positie was verzwakt. Tunku Abdul Rahman, die als te pro-Chinees werd beschouwd, werd in 1970 opgevolgd door Abdul Razak. Als langdurig gevolg werd een politiek van positieve discriminatie van de Maleiers gevoerd in Maleisië (Nieuwe Economische Politiek).